# لویوتان
لویوتان (انگلیسی: Leviathan) شرکت پوشاک استرالیایی است، که در سال ۱۸۶۵ تأسیس شد.